# Prestonia cornutisepala
Prestonia cornutisepala är en oleanderväxtart som beskrevs av Henry Hurd Rusby. Prestonia cornutisepala ingår i släktet Prestonia och familjen oleanderväxter. Inga underarter finns listade i Catalogue of Life.